# Phyllobrotica nigritarsis
Phyllobrotica nigritarsis là một loài bọ cánh cứng trong họ Chrysomelidae. Loài này được Linell miêu tả khoa học năm 1898.